# 제69회 로카르노 영화제
제69회 로카르노 영화제는 2016년 8월 3일에 열린 시상식이다.

## 수상 및 후보

### 국제경쟁 - 황금표범상
- 갓리스 - 라릿자 페트로바 수상

### 국제경쟁 - 심사위원특별상
- 상처입은 마음 - 라두 주데 수상

### 국제경쟁 - 감독상
- 조류학자의 은밀한 모험 - 주앙 페드로 로드리게스 수상

### 국제경쟁 - 여우주연상
- 갓리스 - 이리나 이바노바 수상

### 국제경쟁 - 남우주연상
- 더 라스트 패밀리 - 안드레 세베린 수상

### 국제경쟁 - 특별언급
- 미스터 우니베르수 - 티차 코비 외 1명 수상

### 필름메이커경쟁 - 황금표범상
- 더 휴먼 서지 - 에두아르도 윌리엄스 수상

### 필름메이커경쟁 - 심사위원특별상
- 더 챌린지 - 유리 안카라니 수상

### 필름메이커경쟁 - 감독상
- 디스트렉션 베이비스 - 마리코 테츠야 수상

### 필름메이커경쟁 - 특별언급
- 다크 스컬 - 키로 루쏘 수상

### 데뷔작 - 스와치 최우수작품상
- 더 퓨처 퍼팩트 - 넬레 볼라츠 수상

### 데뷔작 - 스와치 아트피스호텔상
- 스틸 라이프 - 모드 알피 수상

### 데뷔작 - 특별언급
- 더 휴먼 서지 - 에두아르도 윌리엄스 수상

### 미래의 표범 - 황금표범상
- L'MMENSE RETOUR - Manon Coubia 수상

### 미래의 표범 - 은표범상
- 실라오스 - 카밀로 레스트레포 수상

### 미래의 표범 - 유럽영화상
- L'MMENSE RETOUR - Manon Coubia 수상

### 미래의 표범 - 자막상
- 발파라이소 - 카를로 시로니 수상

### 미래의 표범- 특별언급
- 논 카스투스 - 안드레아 카스틸로 수상

### 스위스 경쟁 - 황금표범상
- 더 브릿지 오버 더 리버 - 야드비가 코발스카 수상

### 스위스 경쟁 - 은표범상
- GENESIS - Lucien Monot 수상

### 스위스 경쟁 - 신인감독상
- LA SEVE - Manon Goupil 수상

### 피아자 그란데상
- 모카 - 프레더릭 메르무드 수상

### 관객상
- 나, 다니엘 블레이크 - 켄 로치 수상

### 엑설런스 어워드
빌 풀만 수상

### 피아자 그란데
- 더 데이 잇 레인즈 - 제드 오스왈드
- 시스파이어 - 엠마누엘 쿠르콜
- 더 트레인 오브 솔트 앤 슈가 - 리치노 아제베도
- 인투 더 포레스트 - 질스 마챈드
- 나, 다니엘 블레이크 - 켄 로치
- 인터체인지 - 데인 세이드
- 제이슨 본 - 폴 그린그래스
- 해븐 윌 웨잇 - 마리-캐스틸 멘션-솨아
- 모헨조 다로 - 아슈토쉬 고와리커
- 모카 - 프레더릭 메르무드
- 파울라 - 크리스찬 슈뵈초브
- 엔들리스 포에트리 - 알레한드로 조도로프스키
- 터널 - 김성훈
- 더 걸 위드 올 더 기프트 - 콤 맥카시
- 빈센트 - 크리스토프 반 롬페이
- 비포 던 - 마리아 슈라더

### 국제경쟁부문
- 브룩스, 미도우즈 앤 러블리 페이시스 - 유스리 나스랄라
- 방콕 니테 - 토미타 카츠야
- 코러스폰던스 - 히타 아제베두 고메스
- 바이 더 타임 잇 겟 다크 - 아노차 수위차콘퐁
- 더 드림라이크 패스 - 앙겔라 샤넬렉
- 갓리스 - 라릿자 페트로바
- 헤르미아 앤 헬레나 - 마티야스 피녜이로
- 스칼드 하트 - 라두 주데
- 더 영 원 - 줄리앙 사마니
- 웨트 우먼 인 던 윈드 - 시오타 아키히코
- 라 아이데어 데 언 라고 - 밀라그로스 무멘탈러
- 더 애플 오브 마이 아이 - 악셀 로페르
- 마리아 - 마이클 코치
- 미스터 우니베르수 - 라이너 프리멜 외 1명
- 더 오너살러져스 - 주앙 페드로 로드리게스
- 더 라스트 패밀리 - 얀 P. 마투신스키
- 글로리 - 크리스티나 그로제바 외 1명

### 필름메이커 경쟁
- 애프터로브 - 스터기오스 파초스
- 위더드 그린 - 모하메드 하마드
- 디스트렉션 베이비스 - 마리코 테츠야
- 도날드 크라이드 - 크리스 에버디시안
- 더 휴먼 서지 - 에두아르도 윌리엄스
- 더 퓨처 퍼팩트 - 넬레 볼라츠
- 스틸 라이프 - 모드 알피
- 아이 해드 노웨어 투 고 - 더글러스 고든
- 더 네스트 - 클라우디아 레이닉
- 솔로, 솔리튜드 - 요셉 앙기 노엔
- 데이드림 - 캐롤라인 데루아스 가렐
- 디스 타임 투모로우 - 로드리게즈 리나
- 피싱 바디스 - 미켈라 페네타
- 더 챌린지 - 유리 안카라니
- 다크 스컬 - 키로 루쏘

### 미래의 표범
- The Tree House - Simon Guelat
- Cote cour - 로라 무르-라보
- The Bridge Over the River - 야드비가 코발스카
- Digital Immigrants - Norbert Kottmann 외 1명
- Dormant - Tommaso Donati
- Genesis - Lucien Monot
- Iceberg - 마티유 그라젠
- The Railroad Lady - Timo von Gunten
- The Lesson - 트리스탄 에이몬
- La Seve - Manon Goupil
- Les Dauphines - Juliette Klinke
- Lost Exile - Fisnik Maxhuni
- The Policy Line - Santos Diaz
- Fox - 자클린 렌트조
- An Aviation Field - 조안나 피멘타
- Old, Luxurious Flat Located in an Ultra-Central, Desirable Neighborhood - Sebastian Mihailescu
- Dreaming of Baltimore - 롤라 퀴보롱
- 실라오스 - 카밀로 레스트레포
- Clan - 스테파니 코크
- Deep Blue - Joe Nankin
- Till the End of the Day - 안나 사루카노바
- Each to Their Own - Maria Ines Manchego
- 프래그먼츠 - 호세 미구엘 리베이로
- Etage X - Francy Fabritz
- Hold Me - Renee Zhan
- The Committee - 군힐드 엥예르 외 1명
- Romance - Manon Coubia
- The Entrails - Elena Lopez Riera
- Manodopera - Loukianos Moshonas
- 논 카스투스 - 안드레아 카스틸로
- Our Friend the Moon - Velasco Broca
- On the Ropes - Manon Nammour
- Long Live the Emperor - 오드 레아 라핀
- 랩소디 - 콘스탄스 메이어
- September - Leonor Noivo
- Among the Black Waves - 안나 부다노바
- Transition - Milica Tomovic
- Umpire - Leonardo Van Dijl
- 발파라이소 - 카를로 시로니
- Friends After Dark - Rita Barbosa

### 사인 오브 라이프
- 300 마일스 - 오르와 알모크다드
- 피플 뎃 아 낫 미 - 하다스 벤 아로야
- 어센트 - 피오나 탄
- 베두이노 - 줄리오 브레사네
- 파우 와우 - 로빈슨 드버
- 랫 필름 - 테오 안소니
- 올 더 시티즈 오브 더 노스 - 데인 콤리엔
- 더 썬, 더썬 블라인디드 미 - 빌헬름 사스날 외 1명

### 파노라마 스위스
- 얼로이즈 - 토비아스 놀레
- 아마추어 틴즈 - 니클라우스 힐버
- 왓에버 더 웨더 - 레모 쉐레
- 칼라브리아 - 피에르-프란코시스 사우터
- My Life as a Film - How my Father Tried to Capture Happiness - 에바 비티야-샤이데거
- Kopek - Esen Isik
- Late Shift - Tobias Weber
- 어 디켄트 맨 - 미샤 레빈스키
- 레이빙 이란 - 수산느 레지나 미우레스
- 리오 코고 - 세르지오 다 코스타 외 1명
- The Chinese Lives of Uli Sigg - 미하엘 쉰드헬름

### Open Doors
- 찬드라 - 아스미타 쉬리시 외 1명
- I Am Time - Mahde Hasan
- Insein Rhythm - 서 모에 아웅
- Laaz - 수산 프라자파티
- 3 이어 3 먼스 리트리트 - 디첸 로더
- Side Glance of Dragon - We Ra Aung
- 스위티 파이 - 사이 쿵 캄
- 댐버레인 - 비부산 바스넷
- 어 몽크 인 더 포레스트 - 카르마 왕척
- 수도승 - 테 마우 나잉

### Retrospettiva
- Puschkin - Charles Paul Wilp
- 아우보리다:브라질스 체인징 페이스 - 휴고 니에벨링
- 엠 시엘 - 피트 네슬러
- 스토리즈 인 더 쉐도우 - 크리스터 스톰홈 외 1명
- 아우토반 - 허버드 비슬리
- 뱅크트레졸 713 - 베르너 크링글러
- 바우 60 - 디에터 렘멜
- 더 컨페션 오브 이나 칼 - 게오르그 빌헬름 파브스트
- 인도의 무덤 - 프리츠 랑
- 더 드레스 - 콘라드 페졸트
- 매직 리본 - 페르디난트 키틀
- 더 헌티드 캐슬 - 커트 호프만
- 프리 마크트빌트샤프트 - 리차드 그로스코프
- 다스 운카우트 - 볼프강 우르히스
- 다스 베루르테일트 도르프 - 마틴 헬버그
- 미라클 오브 말라키 - 벤하드 위키
- Den Einsamen allen - Franz Schombs
- 더 닥터 오브 스탈린드라드 - 게자 본 레드바냐
- 더 코르넷 - 월터 라이슈
- Der glaserne Turm - Harald Braun
- The Captain from Cologne - 슬라탄 두도우
- 벵갈의 호랑이 - 프리츠 랑
- The Lost One - 피터 로어
- Der Wundertisch - Herbert Seggelke
- Die Purpurlinie - Flo Nordhoff
- Die Rote - 헬무트 카우이트너
- Die Spur fuhrt nach Berlin - Franz Cap
- 보리수 2 - 볼프강 리베나이너
- Durch Nacht zum Licht - Hans Fischerkosen
- Ein Alibi zerbricht - Alfred Vohrer
- Ein Fabeltier fliegt nach Deutschland - Michael Grzimek 외 1명
- Ein Wagen und sein Werk - Curt A. Engel
- Endstation Liebe - 게오르그 트레슬레
- It Happened in Broad Daylight - 마르셀리노
- Es muss ein Stick vom Hitler sein - Walter Kruttner
- Faust - Peter Gorski
- Fussball Weltmeisterschaft 1954 - Horst Wigankow 외 2명
- Speed - 에드가 레이츠
- Himmel ohne Sterne - Helmuth Kautner
- Hunde, wollt ihr ewig leben - Frank Wisbar
- Im Stahlnetz des Dr. Mabuse - 헤럴드 레이늘
- Jonas - Ottomar Domnick
- Jungens in den Flegeljahren - Rudolf Werner Kipp
- Kahl - 하로 젠프트
- 더 페어 - 볼프강 슈타우테
- Kommunikation - Technik der Verstandigung - 에드가 레이츠
- Labyrinth - Rolf Thiele
- Leuchtfeuer - 볼프강 슈타우테
- Machorka-Muff - 장 마리 스트로브
- Unwilling Agent - 프란즈 피터 비드
- Menschen im Werk - 제라드 람브레히트
- Mutter Courage und ihre Kinder - Manfred Wekwerth
- Madchen in Uniform - Geza von Radvanyi
- 나이츠, 웬 더 데빌 케임 - 로버트 시오드맥
- Neue Kunst - Ottomar Domnick
- Rosen bluhen auf dem Heidegrab - Hans Heinz Konig
- Schaut auf diese Stadt - Karl Gass
- Schichten unter der Dunstglocke - Herbert Viktor
- Black Gravel - 헬무트 카우이트너
- Spielbank-Affare - Arthur Pohl
- Encounters in the Dark - Wanda Jakubowska
- Suden im Schatten - Franz-Josef Spieker
- Traum in Tusche - Rolf Engler
- Urlaub auf Sylt - Annelie Thorndike
- Verstummte Stimmen - Roger Fritz
- Viele kamen vorbei - Peter Pewas
- Vom Teufel gejagt - 빅토 투르잔스키
- 노 웨이 백 - Victor Vicas
- Weisses Blut - 고트프리트 콜디츠
- You Must Choose Life - 울프 하트
- Osmy dzien tygodnia - Aleksandr Ford

### Fuori Concorso
- 웨어 이즈 록키 일? - 피에르 비스무스
- 어 브리프 히스토리 오브 프린세스 엑스 - 가브리엘 아브란테스
- 어 트레인 어라이브 엣 더 스테이션 - 톰 앤더슨
- 애니멀스 언더 에너스씨지어: 스펙줄레이션 온 더 드림라이프 오브 비스트 - 브라이언 M. 캐시디 외 1명
- 페스타 - 프랑코 피아볼리
- 인데피니트 피치 - 제임스 N. 키에니츠 윌킨스
- 팔 - 호세 올리베이라
- 더 히더니스트 - 지아장커
- 더 헌치백 - 벤 리버스 외 1명
- 제인 지글러, 더 옵티미즘 오브 윌파워 - 니콜라스 와디모프
- 르'아마토레 - 마리아 마우티
- 더 네이쳐 오브 띵스 - 로라 비에조일
- 더 펄스 시크릿 - 뤽 본디
- 시네마, 마노엘 비 올리베리아 앤 미 - 주앙 보텔료
- 피터 한트케 - 인더 우드, 메이트 비 레잇 - 코린나 벨츠
- 희망의 여행 - 자비에 콜러
- 언 주이프 아우 르'에셈플 - 자콥 베르제
- 아 영 걸 인 허 이네티에스 - 발레리아 브루니 테데스키 외 1명
- 자이네브 헤이트 더 스노우 - 카우타르 벤 하니야

### Histoire(s) du cinema
- On the Tiger's Back - 루이지 코멘치니
- 이탈리안 커넥션 - 페르난도 디 레오
- Walden - Jonas Mekas
- 로스트 하이웨이 - 데이빗 린치
- 제로 이펙트 - 제이크 캐스단
- 와호장룡 - 이안
- 이 투 마마 - 알폰소 쿠아론
- 에드 우드 - 팀 버튼
- 휴고 - 마틴 스코세이지
- 양들의 침묵 - 조나단 드미
- 비디오드롬 - 데이비드 크로넨버그
- L'Inconnu de Shandigor - Jean-Louis Roy
- Filming in Cuba with Abbas Kiarostami - 클레멘스 클로펜스타인
- 내 친구의 집은 어디인가 - 압바스 키아로스타미
- WhoAfraidWolf - 클레멘스 클로펜스타인
- 스토리 오브 나이트 - 클레멘스 클로펜스타인
- 현실의 춤 - 알레한드로 조도로프스키
- 홀리 마운틴 - 알레한드로 조도로프스키
- 성스러운 피 - 알레한드로 조도로프스키
- The Destruction of Bernardet - 클라우디아 프리실라 외 1명
- 컴펜디움 - 에우제니오 푸포 외 1명
- 둠드 러브 - 어 져니 쓰루 저먼 장르 필름즈 - 도미니크 그라프 외 1명
- Versus: The Life and Films of Ken Loach - 루이즈 오스몬드
- 침입자 - 로저 코먼
- 죽음의 가면 - 로저 코먼
- 방황하는 연인들 - 쿠마시로 타츠미

### I film delle giurie
- 공황시대 - 마틴 스코세이지
- 배틀 오브 더 퀸즈 - 니콜라스 슈타이너
- 운디드 - 페르난도 프랑코
- Wolf and Sheep - 샤르바누 사다트
- Eyes find Eyes - 숀 프라이스 윌리엄스
- 로우 오브 더 정글 - 앙토냉 페레자코
- 써스페리아 - 다리오 아르젠토
- 더 랍스터 - 요르고스 란티모스
- 프란시스 하 - 노아 바움백
- 암울한 거리 - 아르투로 립스테인
- 유 앤 더 나잇 - 얀 곤잘레즈
- 소이 네로 - 라피 피츠
- 탕 - 왕빙

### Semaine de la critique
- Bezness as Usual - 알렉스 피츠트라
- Cahier africain - 하이디 스페코냐
- The Swirl - Laura Herrero Garv�n
- Communion - Anna Zamecka
- Monk of the Sea - Rafał Skalski
- Secondo Me - 파벨 쿠쥐오크
- Sea Tomorrow - Katerina Suvorova